# Yakawlang
Yakawlang (también conocida como Yakaolang) (en persa: یکاولنگ‎) es una ciudad en el Distrito de Yakawlang, Provincia de Bamiyán, Afganistán. Es la capital del distrito de Yakawlang, y se ubica a una altitud de 2.714 m s. n. m. Fue destruido significativamente por las fuerzas militares en 2000-2001. Su población es mayoritariamente Hazara.

## Historia
Yakawlang fue capturado del Talibán por las fuerzas de Frente Unido (Hezbe Wahdat y Harakat Islami) el 28 de diciembre de 2000, pero fue recapturado por los talibanes a principios de enero de 2001. Después de su recuperación, hubo informes de arrestos masivos y ejecuciones sumarias llevadas a cabo del 8 al 12 de enero de 2001. Varios ONGs y personal de Naciones Unidas miembros estaban entre los que fueron asesinados.